# Sinfonía n.º 104 (Haydn)

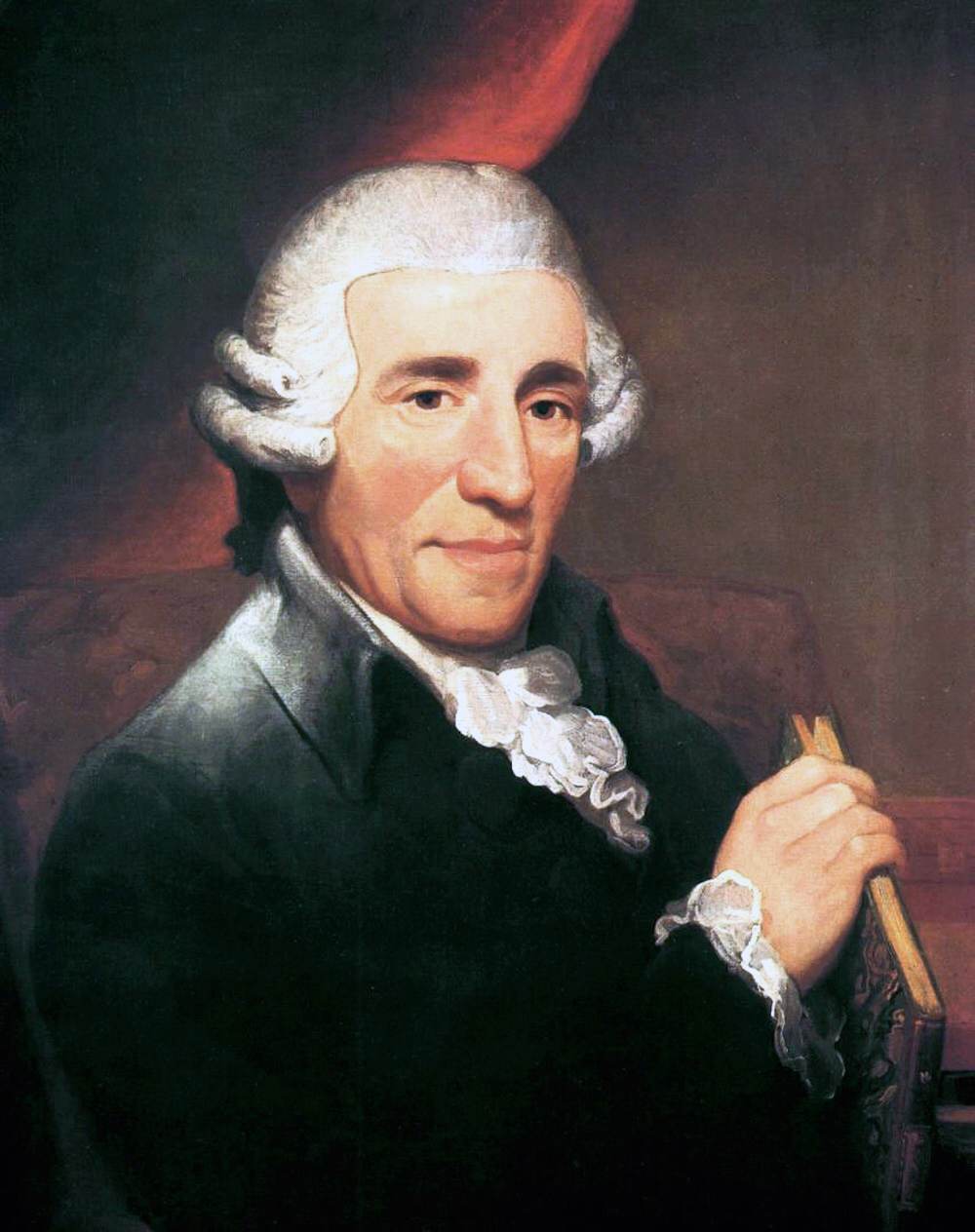
Haydn en 1791.

La Sinfonía n.º 104 en re mayor, Hob. I:104, también conocida como Londres, fue compuesta por Joseph Haydn en 1795. Es la decimosegunda de las denominadas Sinfonías de Londres (n.º 93 - 104) y es además la última sinfonía escrita por el compositor.

## Historia

### Composición
La producción sinfónica del maestro austríaco puede dividirse a grandes rasgos en tres bloques temporales: el primer bloque (1757-1761) se corresponde con su periodo al servicio del conde Carl von Morzin (n.º 1 - n.º 5); el segundo bloque en la corte Esterházy (1761-1790 pero con la última sinfonía para el público de Esterházy en 1781); y el tercer bloque (1782-1795) comprende las Sinfonías de París (n.º 82 - n.º 87) y las Sinfonías de Londres (n.º 93 - n.º 104). El 1 de mayo de 1761 el compositor firmó su contrato como vice-kapellmeister (más tarde kapellmeister) de la familia Esterházy, que nominalmente duró 48 años, hasta su muerte.
La composición de esta pieza se desarrolló durante el invierno de 1794 y 1795 mientras residía en Londres. Se conserva la partitura manuscrita autógrafa, de la que se puede consultar una versión digitalizada en la Biblioteca Estatal de Berlín. Haydn había sido compositor de la corte del príncipe Nicolás Esterházy durante 28 años cuando éste murió en 1790. El sucesor de Nicolás, su hijo Antón, no era un gran aficionado a la música y desmanteló en gran medida el entramado musical de la familia. El compositor se trasladó a Viena y no tardó en recibir numerosas ofertas de empleo. La más interesante procedía del violinista y empresario Johann Peter Salomon, que le ofreció una considerable suma de dinero para presentar varias obras nuevas en una serie de conciertos en Inglaterra, en lo que sería su primer viaje fuera de Austria. Su primera estancia en Londres, que fue un gran éxito según todos los testimonios, empezó el 1 de enero de 1791 y finalizó en julio de 1792 con su regreso a Viena. Con motivo de este viaje el compositor escribió una primera serie de seis sinfonías "londinenses" (n.º 93 - 98).
Haydn hacia finales del siglo XVIII era ya muy famoso en toda Europa. Tras su glorioso primer viaje a Inglaterra, Haydn se enfadó y se desanimó en Viena, donde el príncipe Antón había trasladado la corte. Aunque seguía siendo el kapellmeister oficial de Esterházy y con sueldo completo, no tenía obligaciones. La prensa no se hizo eco de su regreso ni de su gran éxito en el extranjero. Su querido Mozart había muerto y su esposa se comportaba de manera más enfermiza que nunca, al estilo de Jantipa. Además había pasado un desagradable año con el joven y descarado Beethoven, que había venido de Bonn para estudiar con él. Beethoven le dejó claro que Mozart habría sido su primera opción si aún viviera. Por eso, cuando a finales de 1793 Johann Peter Salomon invitó a Haydn a volver a Inglaterra para dos temporadas más de conciertos, estaba preparado. Además estaba pasando por una serie de apuros económicos vinculados con las guerras napoleónicas. Consiguió el permiso del príncipe Antón (que le mantenía en nómina como trofeo) y partió de Viena el 19 de enero de 1794, acompañado por su copista y devoto factótum, Joseph Elssler. Ya había completado la n.º 99, así como algunas partes de las n.º 100 y 101. Llegó a Inglaterra en febrero de 1794 y durante los meses siguientes ofreció una nueva temporada de doce conciertos en Hanover Square Concert Rooms, donde una orquesta experta ahora incluía clarinetes. En los primeros meses de 1794 Haydn llegó a dirigir un concierto en presencia del rey Jorge III, antes de regresar a Viena en agosto de 1795. La n.º 104 es la sexta y última dentro de la segunda serie de seis sinfonías "londinenses" (n.º 99 - 104) escritas por Haydn para su segunda visita a Inglaterra. En el frontispicio del manuscrito autógrafo: «la duodécima que he compuesto en Inglaterra.» En agosto de 1795 Haydn había regresado al continente europeo para cumplir con sus obligaciones bajo el príncipe Esterházy. Su abrumadora fama en Inglaterra se había extendido, y aunque no escribió más sinfonías, las doce que compuso para Londres pronto se interpretaron en Austria y en toda Europa.
El sobrenombre Londres surgió en el siglo XIX y es en cierto modo arbitrario dada la existencia de las otras once sinfonías londinenses.

### Estreno y publicación

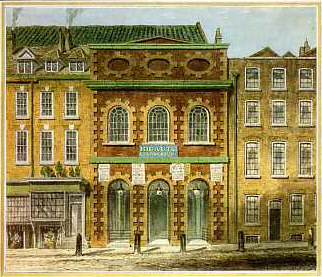
King's Theatre de Londres, lugar del estreno.

El estreno se celebró el 4 de mayo de 1795 en King's Theatre en Londres. Formó parte de una serie de conciertos denominados Conciertos de la ópera (Opera Concerts) que tenían lugar en el King's Theatre bajo la dirección del célebre violinista y compositor italiano Giovanni Battista Viotti. Sin embargo, el propio Haydn fue quien dirigió en solitario el estreno de esta sinfonía. La plantilla orquestal, inusualmente grande para la época, estaba conformada por 60 intérpretes. El programa del concierto estaba formado en su totalidad por obras de Haydn, entre las que se incluyó también una repetición de su Sinfonía n.º 100 "Militar".

## Instrumentación
La partitura está escrita para una orquesta formada por:
- Viento madera: 2 flautas, 2 oboes, 2 clarinetes y 2 fagotes.
- Viento metal: 2 trompas y 2 trompetas.
- Percusión: timbales.
- Cuerda: una sección de cuerdas con 2 violines, viola, violonchelo y contrabajo.

En cuanto a la participación del clavecín como bajo continuo en las sinfonías de Haydn existen diversas opiniones entre los estudiosos: James Webster se sitúa en contra; Hartmut Haenchen a favor; Jamie James en su artículo para The New York Times presenta diferentes posiciones por parte de Roy Goodman, Christopher Hogwood, H. C. Robbins Landon y James Webster. A partir de 2019 la mayor parte de las orquestas con instrumentos modernos no utiliza el clavecín como continuo. No obstante, existen grabaciones con clavecín en el bajo continuo realizadas por: Trevor Pinnock (Sturm und Drang Symphonies, Archiv, 1989-1990); Nikolaus Harnoncourt (n.º 6–8, Das Alte Werk, 1990); Sigiswald Kuijken (incluidas las Sinfonías de París y Londres; Virgin, 1988-1995); Roy Goodman (Ej. n.º 1-25, 70-78, 82-87; Hyperion, 2002).
Numerosas fuentes muestran que Haydn dirigió sus sinfonías en los conciertos de Londres inicialmente desde el clavecín y a partir de 1792 desde el pianoforte, como era la práctica interpretativa de la época. Esto indica el uso de un instrumento de teclado (es decir, clavecín o pianoforte) como continuo en las Sinfonías de Londres. Incluso James Webster, uno de los principales detractores del uso del clavecín como continuo, excluye las sinfonías londinenses de su idea de que Haydn no empleó clavecín u otro instrumento de teclado para tocar el continuo. "Y, por supuesto, el argumento se refiere exclusivamente a las sinfonías anteriores a Londres y a las interpretaciones fuera de Inglaterra".

## Estructura y análisis
La sinfonía consta de cuatro movimientos:
- I. Adagio 4
4 en re menor – Allegro, en re mayor 2
2
- II. Andante, en sol mayor 2
4
- III. Menuet. Allegro, en re mayor – Trio, en re menor 3
4
- IV. Finale. Spiritoso, en re mayor 2
2

La interpretación de esta obra dura aproximadamente entre 25 y 30 minutos.  

### I.Adagio–Allegro

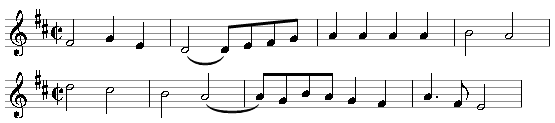
Inicio del Allegro

El primer movimiento, Adagio – Allegro, está escrito en la tonalidad de re mayor, en compás de 4/4 que en el Allegro pasa a ser alla breve y sigue la forma sonata. Se abre con una introducción lenta, marcada Adagio, de carácter dramático e impetuoso que da paso al cuerpo principal del movimiento, marcado Allegro, de carácter jovial. El tema principal está ampliamente desarrollado.

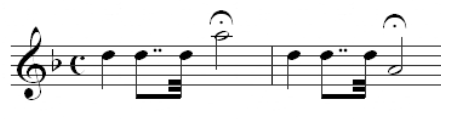
Inicio del Adagio

### II.Andante
El segundo movimiento, Andante, está en sol mayor y en compás de 2/4. Presenta un tema bastante sencillo y señorial que, en el curso de sus viajes melódicos y armónicos, se vuelve conmovedor, incluso profundo.

### III.Menuet. Allegro–Trio
El tercer movimiento, Menuet. Allegro – Trio, está en re mayor que en el trío pasa a re menor y en compás de 3/4. El grandioso minueto se torna suave en la sección central del trío, con un delicado tratamiento de las maderas.

### IV.Finale. Spiritoso
El cuarto y último movimiento, Finale. Spiritoso, retoma la tonalidad inicial y el compás es alla breve. Para el Finale Haydn recurre a la música folclórica, como en muchas de sus 104 sinfonías y en algunas de las doce sinfonías "londinenses". La melodía principal es la canción popular croata "Oj Jelena" que el compositor probablemente encontró en su antigua casa de Eisenstadt, donde se encontraba la residencia de invierno de los Esterházy. Casualmente, la melodía también evoca, según algunos relatos, los gritos callejeros que solían utilizar los vendedores y buhoneros en la Inglaterra del siglo XVIII. Es posible que el maestro austríaco escuchara esos sonidos callejeros durante sus estancias en Londres y le recordaran a esa vieja canción popular. En cualquier caso, la melodía es objeto de un desarrollo emocionante y complejo. Se cierra con una imponente y enaltecedora perorata.

## Recepción de la obra
Tras el concierto del estreno londinense, en el que también se pudo escuchar su Sinfonía Militar, fue recibida con entusiasmo y supuso uno de sus mayores triunfos en Londres durante la década de 1790. Para entonces, no sólo era tremendamente popular, sino que también gozaba de una buena posición económica: un concierto de despedida ofrecido en su beneficio poco antes de su regreso a Austria le reportó 4.000 gulden. Como Haydn escribió en su diario: "Sólo en Inglaterra se puede ganar tanto".